# Los Hooligans
Los Hooligans é uma banda formada em Fresno, Califórnia em 1992, que combina o ska jamaicano tradicional, o jazz tradicional e o moderno, música latino-americana, e o rhythm and blues.

## História
A banda foi formada em 1992 por Tony Luna (trompete/vocais), Randy Young (Ska Jerk, vocais) e Frank Zamora (saxofone barítono), amigos da Universidade do Estado da Califórnia, integrantes de outras bandas locais da ska. Os outros integrantes são: Eric Cymanski (trompete), Robert Ruffner (trombone), Paul Lucckesi (saxofone alto), Todd Doucet (saxofone tenor), Max Bennett-Parker (piano), Tony Montanez (bateria), Raymond Gonzalez (percussão), Adam Elmore (baixo), and Jim Fox (guitarra/vocais).
Lançaram dois álbuns, Traditions em 1997, pela Moon Ska Records e Mafioso Ska em 2005 pela Shantytown Recordings/Jump Up Records. Também aparecem em compilações da gravadoras Steady Beat Recordings, Kingpin Records, Atzlan Records e Moon Ska Records.
Em 1998, gravaram uma participação na música "Bumba", do álbum de estréia da banda de metal alternativo Soulfly.
Ao longo dos anos, tocaram com bandas como The Aggrolites, Bad Manners, Bim Skala Bim, Dance Hall Crashers, The Skatalites, Hepcat, Soulfly, The Specials, The Toasters, The (English) Beat e Let's Go Bowling, entre outras.

## Discografia
- Traditions (1997, Moon Ska Records)
- Mafioso Ska (2005, Shantytown Recordings/Jump Up Records)